# Kanona
 (avril 2022).
La mise en forme du texte ne suit pas les recommandations de Wikipédia : il faut le « wikifier ».
Les points d'amélioration suivants sont les cas les plus fréquents :
- Les titres sont pré-formatés par le logiciel. Ils ne sont ni en capitales, ni en gras.
- Le texte ne doit pas être écrit en capitales (les noms de famille non plus), ni en gras, ni en italique, ni en « petit »…
- Le gras n'est utilisé que pour surligner le titre de l'article dans l'introduction, une seule fois.
- L'italique est rarement utilisé : mots en langue étrangère, titres d'œuvres, noms de bateaux, etc.
- Les citations ne sont pas en italique mais en corps de texte normal. Elles sont entourées par des guillemets français : « et ».
- Les listes à puces sont à éviter, des paragraphes rédigés étant largement préférés. Les tableaux sont à réserver à la présentation de données structurées (résultats, etc.).
- Les appels de note de bas de page (petits chiffres en exposant, introduits par l'outil «  Source ») sont à placer entre la fin de phrase et le point final[comme ça].
- Les liens internes (vers d'autres articles de Wikipédia) sont à choisir avec parcimonie. Créez des liens vers des articles approfondissant le sujet. Les termes génériques sans rapport avec le sujet sont à éviter, ainsi que les répétitions de liens vers un même terme.
- Les liens externes sont à placer uniquement dans une section « Liens externes », à la fin de l'article. Ces liens sont à choisir avec parcimonie suivant les règles définies. Si un lien sert de source à l'article, son insertion dans le texte est à faire par les notes de bas de page.
- La présentation des références doit suivre les conventions bibliographiques. Il est recommandé d'utiliser les modèles {{Ouvrage}}, {{Chapitre}}, {{Article}}, {{Lien web}} et/ou {{Bibliographie}}. Le mode d'édition visuel peut mettre en forme automatiquement les références.
- Insérer une infobox (cadre d'informations à droite) n'est pas obligatoire pour parachever la mise en page.

Pour une aide détaillée, merci de consulter Aide:Wikification.
Si vous pensez que ces points ont été résolus, vous pouvez retirer ce bandeau et améliorer la mise en forme d'un autre article.
Kanona est une communauté non incorporée (unicorporated community) du comté de Decatur dans l'état du Kansas.

## Histoire
Kanona, qui se trouve dans le canton d'Altory, a vu le jour avec l'arrivée de la Burlington and Southwestern Railroad. Le site de la ville a été cadastré le 26 juin 1885 par Anselmo B. Smith ou la Lincoln Land Company de Lincoln, Nebraska.
On ne sait pas quand le premier bâtiment a été construit à Kanona, mais le 5 novembre 1885, Levi Kindig fait paraître une annonce dans le Oberlin Herald annonçant "NEW TOWN, NEW STORE, KENONA" (orthographié avec un "e").
La Chicago Coal and Lumber Company, du comté de Polk, en Iowa, construit un parc à bois. La communauté avait un atelier de forgeron, une écurie et un commerce de farine et d'aliments pour animaux, un bureau de prêt et de crédit foncier et Kanona House avec un restaurant et des chambres à coucher.
Le dépôt de Kanona se trouvait au sud de la voie ferrée. Il s'agissait d'un bâtiment à deux étages avec un logement à l'étage pour l'agent de la gare et le bureau du télégraphe, des billets et du fret en dessous. Le dépôt a été détruit par un incendie en mars 1935. 
Au fil des ans, la communauté de Kanona a vu naître et disparaître de nombreux établissements commerciaux. Pendant la dépression des années 1890, de nombreuses familles ont quitté la région. La Chicago Coal and Lumber Company a fermé ses portes et John Caldwell a acheté l'immeuble de bureaux et les hangars pour les déménager dans sa ferme. En 1893, Mr. Kindig vend son magasin général pour 395 dollars à Charles Orbin, qui deviendra une légende dans l'histoire de Kanona. 
L'une des premières lignes téléphoniques du comté a été installée entre Kanona et Jennings en 1904. 
Avec l'arrivée des automobiles, l'écurie a été transformée en garage. 
Une banque ouvre ses portes le 5 mars 1917. Le 7 août 1926, la banque ferme. Plus tard, le bâtiment de la banque a été utilisé pour une épicerie. En 1906, une église à cadre blanc a été construite et l'école du dimanche et les services religieux y ont été tenus jusqu'au 31 mai 1958, date à laquelle elle a été déclarée abandonnée et vendue.
La pire tragédie qui ait jamais frappé Kanona s'est produite le 9 octobre 1949, lorsqu'une tornade a détruit l'école en briques ainsi qu'une grande partie du reste de la ville.
En mars 1950, la construction d'un nouveau bâtiment est commencé et l'école y a été tenue jusqu'à ce que l'unification oblige à la fermer en 1966. En juin 1970, l'Equity Exchange se trouve en grande difficulté financière et est reprise par la Decatur County Co-op Association. En 1982, c'est le seul commerce encore en activité à Kanona.
Gilbert Brown s'est battu pour maintenir Kanona en vie : il a commencé à acheter des terrains et a bientôt obtenu le titre de propriété de presque tous les biens de la ville. Mais Gilbert n'a pas réussi à inciter les commerçants à revenir à Kanona. Après sa mort, Wayne Lohoefner a acheté le site de la ville avec ses bâtiments en forme de bélier. Bien que la ville ait pratiquement disparu, sa mémoire vit toujours.
Kanona s'est appelé Altory jusqu'en 1887.

## Liens Externes
http://oberlinks.com/kanona/